# Bob Krueger

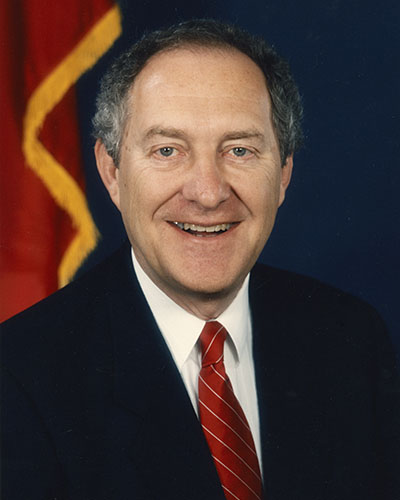
Bob Krueger

Robert Charles „Bob“ Krueger (* 19. September 1935 in New Braunfels, Texas; † 30. April 2022 ebenda) war ein US-amerikanischer Politiker der Demokratischen Partei. Zudem diente er als Diplomat. Von 1975 bis 1979 vertrat er den 21. Bezirk von Texas im US-Repräsentantenhaus. 1993 war er für kurze Zeit für den US-Bundesstaat Texas US-Senator.

## Biographie
Krueger wurde in New Braunfels geboren. Er studierte an den Universitäten Southern Methodist und Duke Englische Literatur. 1957 erhielt er den Bachelor of Arts, 1958 folgte der Master of Arts. Anschließend war Krueger als Professor tätig, unter anderem an der Duke. Bevor er erstmals politisch in Erscheinung trat, war Krueger als Geschäftsmann tätig, unter anderem mit einer Ranch.
1974 wurde Krueger dann für den 21. Bezirk von Texas ins US-Repräsentantenhaus gewählt, er folgte auf O. C. Fisher. Krueger gehörte zu den Demokraten, die aufgrund der Watergate-Affäre in den Kongress gewählt wurden, anstelle der republikanischen Kandidaten. 1976 gelang ihm die Wiederwahl, auch bedingt durch die zeitgleiche Wahl von Jimmy Carter zum US-Präsidenten. Krueger legte im Wahlkampf viel Wert auf Umwelt- und Naturschutz, was von den Wählern honoriert wurde. 1978 kandidierte er nicht mehr für das Repräsentantenhaus, sondern stattdessen für den Sitz im US-Senat, den John Tower besetzte. Bei der Wahl musste sich Krueger hauchdünn Tower geschlagen geben. Er schied aus dem Kongress aus, sein Nachfolger im 21. Bezirk wurde Tom Loeffler. Nach seiner Wahlniederlage wurde Krueger von Präsident Carter zum Koordinator für mexikanische Fragen in das Department of State berufen. Dort blieb er bis zur Abwahl von Carter. Er war fortan wieder als Professor an verschiedenen Universitäten in Texas tätig. 1984 kandidierte er erneut für den Sitz des nicht mehr kandidierenden John Tower, konnte sich jedoch in den Vorwahlen nicht durchsetzen. Von 1985 bis 1989 war er für verschiedene Zeitungen als Kolumnist tätig.
1990 kehrte er auf die politische Bühne zurück. Er kandidierte erfolgreich für einen Sitz in der Railroad Commission of Texas, die für die Verwaltung der Bahnstrecken sowie die Vergabe von Konzession zur Öl- und Gasförderung zuständig ist. Im Januar 1993 trat Senator Lloyd Bentsen von seinem Mandat zurück. Gouverneurin Ann Richards ernannte Krueger als dessen Nachfolger bis zur regulären Nachwahl im Juni. Bei der Nachwahl unterlag Krueger relativ klar Kay Bailey Hutchison. Im Juni 1993 schied Krueger wieder aus dem Senat aus.
1994 wurde Krueger von Präsident Bill Clinton zum US-Botschafter in Burundi ernannt. Ursprünglich wollte Krueger nicht als Diplomat tätig werden, ließ sich jedoch von Clinton überzeugen, die Demokratie in weit entfernte Länder zu bringen. Bis zum September 1995 blieb Krueger in Burundi. Er wurde dann von Clinton abberufen. Im Juli 1996 wurde er wiederum als Botschafter entsandt, diesmal nach Botswana. Dort blieb er bis zum Dezember 1999. Krueger kehrte daraufhin wieder nach Texas zurück und trat anschließend als Autor mehrerer Bücher in Erscheinung.
Krueger war mit Kathleen verheiratet und hatte mit ihr drei Kinder. Sie lebten in seiner Geburtsstadt, wo er im April 2022 im Alter von 86 Jahren starb.